# Una gran señora (película)
Una gran señora es una película cómica española estrenada en 1959 y dirigida por el director argentino Luis César Amadori, basada en la obra teatral homónima de Enrique Suárez de Deza.

## Sinopsis
Charo trabaja como modelo de Madame Rasy, que casi está en la ruina, y su prometido, Adolfo, nunca se acaba de definir con la relación. En un desfile, la excéntrica millonaria inglesa Lady Chrysler confunde a Charo con una condesa polaca y la invita a su residencia en Estoril. Madame Rasy lo aprovecha para mediar y que la millonaria inglesa invierta a su negocio.

## Reparto
- Alberto Closas - Adolfo
- Zully Moreno - Charo
- Isabel Garcés - Lady Chrysler
- Jesús Tordesillas - Lord Chrysler
- José Luis López Vázquez - Tobías Práxedes
- Ivette Lebo - Madame Rasy
- Barta Barri como Duque de Rispoli.

## Premios
Medallas del Círculo de Escritores Cinematográficos
| Año  | Categoría               | Nominación    | Resultado |
| ---- | ----------------------- | ------------- | --------- |
| 1959 | Mejor actriz secundaria | Isabel Garcés | Ganadora  |